# Danh sách di sản văn hóa Tây Ban Nha được quan tâm ở tỉnh Santa Cruz de Tenerife
Danh sách di sản văn hóa Tây Ban Nha được quan tâm ở Santa Cruz de Tenerife (tỉnh).

## Các di sản liên quan đến nhiều thành phố
| Tên                   | Dạng                                                               | Địa điểm | Tọa độ                                          | Số hồ sơ tham khảo? | Ngày nhận danh hiệu? | Hình ảnh                               |
| --------------------- | ------------------------------------------------------------------ | --- | ----------------------------------------------- | ------------------- | -------------------- | -------------------------------------- |
| Barranco Acentejo     | Địa điểm lịch sử Trận đánh                                         | La Matanza de Acentejo và La Victoria de Acentejo | 28°26′20″B 16°27′45″T / 28,438938°B 16,462515°T | RI-54-0000224       | 13-03-2007           | Barranco de Acentejo · Upload image    |
| Caserío Căn nhà Altas | Khu phức hợp lịch sử                                               | Arona và Vilaflor TF-565 | 28°06′30″B 16°39′05″T / 28,108456°B 16,651296°T | RI-53-0000541       | 07-09-2004           | Caserío de Casas Altas · Upload image  |
| Pozos Nieve Izaña     | Địa điểm lịch sử Por Decreto es Sitio etnológico Nevero artificial | La Orotava và Güímar Ctra. de las Cañadas por Izaña | 28°18′42″B 16°30′07″T / 28,311619°B 16,501961°T | RI-54-0000177       | 03-03-2009           | Pozos de Nieve de Izaña · Upload image |
| Risco Sabinas         | Khu khảo cổ                                                        | La Matanza de Acentejo và La Victoria de Acentejo | 28°26′32″B 16°28′28″T / 28,44209°B 16,474404°T  | RI-55-0000718       | 03-02-2004           | Risco de las Sabinas · Upload image    |
| Camino Candelaria     | Địa điểm lịch sử Camino tradicional                                | San Cristóbal de La Laguna, El Rosario (Tenerife) và Candelaria (Santa Cruz de Tenerife) De La Laguna a Candelaria pasando por Llano del Moro, Barranco Hondo e Igueste de Candelaria. | 28°25′30″B 16°20′53″T / 28,425128°B 16,347935°T | RI-54-0000195       | 25-11-2008           | Camino de Candelaria · Upload image    |

## Các di sản theo thành phố

### A

#### Adeje,(Tenerife)
| Tên                            | Dạng                                             | Địa điểm                                                 | Tọa độ                                                     | Số hồ sơ tham khảo? | Ngày nhận danh hiệu? | Hình ảnh                                    |
| ------------------------------ | ------------------------------------------------ | -------------------------------------------------------- | ---------------------------------------------------------- | ------------------- | -------------------- | ------------------------------------------- |
| Nhà Fuerte                     | Di tích Kiến trúc phòng thủ Thời gian: Thế kỷ 16 | Adeje Calle Concepción García Álvarez con Calle Castillo | 28°07′27″B 16°43′34″T / 28,124229°B 16,726211°T            | RI-51-0008734       | 07-02-1986           | Casa Fuerte · Upload image                  |
| Ex-convento San Francisco      | Di tích Kiến trúc tôn giáo Thời gian: Thế kỷ 17  | Adeje Calle Grande, junto al Ayuntamiento                | 28°07′22″B 16°43′27″T / 28,122853°B 16,724173°T            | RI-51-0008729       | 07-02-1986           | Ex-convento de San Francisco · Upload image |
| Nhà thờ Santa Úrsula           | Di tích Kiến trúc tôn giáo                       | Adeje                                                    | 28°07′24″B 16°43′27″T / 28,123415750617°B 16,72425314784°T | RI-51-0008738       | 07-02-1986           | Iglesia de Santa Úrsula · Upload image      |
| Zona Arqueológica Morro Grueso | Khu khảo cổ Nghệ thuật đá                        | Adeje Al este de Fañabé                                  | 28°06′38″B 16°43′29″T / 28,1104857°B 16,7247837°T          | RI-55-0000526       | 06-05-2002           | Khu khảo cổ de Morro Grueso · Upload image  |

#### Arafo,(Tenerife)
| Tên      | Dạng                                                                          | Địa điểm                                     | Tọa độ                                          | Số hồ sơ tham khảo? | Ngày nhận danh hiệu? | Hình ảnh                   |
| -------- | ----------------------------------------------------------------------------- | -------------------------------------------- | ----------------------------------------------- | ------------------- | -------------------- | -------------------------- |
|          | Khu phức hợp lịch sử Por decreto es Sitio Etnológico Molino de agua, Lavadero | C/ Eduardo Curbelo Fariña, nº54, 56, 58 y 60 |                                                 | RI-53-0000542       | 16-05-2006           | Upload image               |
| Lo Ramos | Địa điểm lịch sử Ruinas arquitectura religiosa                                | Arafo Camino de Las Cuestas                  | 28°20′04″B 16°25′47″T / 28,334552°B 16,429791°T | RI-54-0000144       | 09-12-2008           | Lo de Ramos · Upload image |

#### Arico,(Tenerife)
| Tên                                                                | Dạng                           | Địa điểm                                    | Tọa độ                                            | Số hồ sơ tham khảo? | Ngày nhận danh hiệu? | Hình ảnh                                                                     |
| ------------------------------------------------------------------ | ------------------------------ | ------------------------------------------- | ------------------------------------------------- | ------------------- | -------------------- | ---------------------------------------------------------------------------- |
| Nhà thờ San Juan Bautista (Villa Arico) và casas antiguas Aledaños | Di tích Arquitectura religiosa | Arico Calle Benítez de Lugo, Villa de Arico | 28°09′58″B 16°30′04″T / 28,1662459°B 16,5010027°T | RI-51-0008724       | 20-12-1985           | Iglesia de San Juan Bautista y Casas Antiguas de los Aledaños · Upload image |
| Nhà thờ Nuestra Señora Luz, Arico Nuevo                            | Khu phức hợp lịch sử           | Arico TF-28, km. 55,4.                      | 28°10′41″B 16°28′47″T / 28,1780947°B 16,4797479°T | RI-53-0000621       | 05-02-2007           | Conjunto Histórico de Arico el Nuevo · Upload image                          |
| Quần thể Histórico Artístico Caserío Icor (Arico)                  | Khu phức hợp lịch sử           | Arico TF-28, km. 47,6.                      | 28°12′16″B 16°27′21″T / 28,2044017°B 16,455887°T  | RI-53-0000412       | 17-05-2005           | Caserío de Icor · Upload image                                               |
| Villa Arico                                                        | Khu phức hợp lịch sử           | Arico TF-28, km. 59.                        | 28°09′58″B 16°30′04″T / 28,1660764°B 16,5010081°T | RI-53-0000415       | 4-05-2005            | Villa de Arico · Upload image                                                |

#### Arona,(Tenerife)
| Tên                             | Dạng                                                  | Địa điểm                                                                    | Tọa độ                                            | Số hồ sơ tham khảo? | Ngày nhận danh hiệu? | Hình ảnh                                          |
| ------------------------------- | ----------------------------------------------------- | --------------------------------------------------------------------------- | ------------------------------------------------- | ------------------- | -------------------- | ------------------------------------------------- |
| Playa Búnker - Guincho          | Khu khảo cổ Por Decreto es Yacimiento paleontológico. | Arona El Guincho, Playa de las Américas                                     | 28°03′33″B 16°44′11″T / 28,059258°B 16,736444°T   | RI-55-0000704       | 16-10-2007           | Upload image                                      |
| Roque Chijafe                   | Khu khảo cổ Nghệ thuật đá                             | Arona Entre Chayofa (Arona), La Camella (Arona) và Cabo Blanco (Arona)      | 28°04′20″B 16°40′44″T / 28,072351°B 16,67892°T    | RI-55-0000626       | 08-02-2000           | Roque de Chijafe · Upload image                   |
| Quần thể Histórico (Arona)      | Khu phức hợp lịch sử                                  | Arona                                                                       | 28°05′59″B 16°40′51″T / 28,099633°B 16,680907°T   | RI-53-0000622       | 02-04-2007           | Conjunto Histórico (Arona) · Upload image         |
| Roque Higara                    | Khu khảo cổ Nghệ thuật đá                             | Arona Límite suroeste del Valle de San Lorenzo                              | 28°03′52″B 16°40′28″T / 28,0643244°B 16,6745327°T | RI-55-0000625       | 08-02-2000           | Roque de Higara · Upload image                    |
| Roque Vento                     | Khu khảo cổ Nghệ thuật đá                             | Arona Entre Valle de San Lorenzo và La Camella (Arona)                      | 28°05′10″B 16°40′24″T / 28,086166°B 16,6733057°T  | RI-55-0000623       | 08-02-2000           | Roque de Vento · Upload image                     |
| Roque Abejera                   | Khu khảo cổ Nghệ thuật đá                             | Arona Al sur del Valle de San Lorenzo                                       | 28°03′44″B 16°39′15″T / 28,06226°B 16,654209°T    | RI-55-0000624       | 08-02-2000           | Roque de la Abejera · Upload image                |
| Zona Arqueológica Los Cambados  | Khu khảo cổ Nghệ thuật đá                             | Arona                                                                       | 28°04′00″B 16°38′24″T / 28,066683°B 16,640019°T   | RI-55-0000622       | 08-02-2000           | Khu khảo cổ Los Cambados · Upload image           |
| Zona Paleontológica Punta Negra | Khu khảo cổ Por Decreto es Yacimiento paleontológico  | Arona Al suroeste de Las Galletas                                           | 28°00′16″B 16°40′03″T / 28,004458°B 16,667633°T   | RI-55-0000873       | 27-02-2007           | Zona Paleontológica de Punta Negra · Upload image |
| Khu vực Las Toscas              | Khu khảo cổ Estación de canales y cazoletas           | Arona Al norte del km 69,9 de la Autopista del Sur de Tenerife.             | 28°03′39″B 16°41′10″T / 28,060812°B 16,68613°T    | RI-55-0000870       | 25-10-2005           | Yacimiento de Las Toscas · Upload image           |
| Roque Malpaso                   | Khu khảo cổ Nghệ thuật đá                             | Arona Al sur del km. 4,3 de la carretera TF-66 Guaza - Valle de San Lorenzo | 28°03′26″B 16°40′12″T / 28,057166°B 16,669863°T   | RI-55-0000357       | 6-6-1996             | Roque de Malpaso · Upload image                   |
| Zona Arqueológica Rasca         | Khu khảo cổ                                           | Arona Al sur de la urbanización Palm-Mar                                    | 28°00′33″B 16°41′39″T / 28,009167°B 16,694073°T   | RI-55-0000871       | 24-06-2000           | Zona Arqueológica de Rasca · Upload image         |

### B

#### Barlovento (La Palma),(La Palma)
| Tên                                         | Dạng                           | Địa điểm   | Tọa độ                                         | Số hồ sơ tham khảo? | Ngày nhận danh hiệu? | Hình ảnh                                             |
| ------------------------------------------- | ------------------------------ | ---------- | ---------------------------------------------- | ------------------- | -------------------- | ---------------------------------------------------- |
| Nhà thờ Nuestra Señora Rosario (Barlovento) | Di tích Arquitectura religiosa | Barlovento | 28°49′47″B 17°48′12″T / 28,82976°B 17,803213°T | RI-51-0005434       | 27-05-1997           | Iglesia de Nuestra Señora del Rosarío · Upload image |

#### Breña Baja,(La Palma)
| Tên                              | Dạng                           | Địa điểm   | Tọa độ                                          | Số hồ sơ tham khảo? | Ngày nhận danh hiệu? | Hình ảnh                                            |
| -------------------------------- | ------------------------------ | ---------- | ----------------------------------------------- | ------------------- | -------------------- | --------------------------------------------------- |
| Casona Fierro-Tháp và Santa Cruz | Di tích Arquitectura civil     | Breña Baja | 28°38′55″B 17°46′38″T / 28,648509°B 17,777172°T | RI-51-0005435       | 14-01-1993           | Casona de Fierro-Torres y Santa Cruz · Upload image |
| Nhà thờ San José (Breña Baja)    | Di tích Arquitectura religiosa | Breña Baja | 28°38′44″B 17°46′30″T / 28,645619°B 17,77498°T  | RI-51-0008682       | 30-04-1996           | Iglesia de San José (Breña Baja) · Upload image     |

#### Buenavista del Norte,(Tenerife)
| Tên                                                    | Dạng                 | Địa điểm             | Tọa độ                                            | Số hồ sơ tham khảo? | Ngày nhận danh hiệu? | Hình ảnh                                                                     |
| ------------------------------------------------------ | -------------------- | -------------------- | ------------------------------------------------- | ------------------- | -------------------- | ---------------------------------------------------------------------------- |
| Zona Arqueológica Pico Yeje                            | Khu khảo cổ          | Buenavista del Norte | 28°18′24″B 16°50′58″T / 28,306732°B 16,849308°T   | RI-55-0000722       | 31-05-2006           | Upload image                                                                 |
| Caserío Masca (Buenavista Norte)                       | Khu phức hợp lịch sử | Buenavista del Norte | 28°18′19″B 16°50′26″T / 28,3052583°B 16,8405275°T | RI-53-0000413       | 07-09-2004           | Conjunto Histórico Artístico Caserío de Masca · Upload image                 |
| Quần thể Histórico Artístico Ciudad (Buenavista Norte) | Khu phức hợp lịch sử | Buenavista del Norte | 28°22′19″B 16°51′03″T / 28,371819°B 16,8509351°T  | RI-53-0000452       | 22-02-2005           | Conjunto Histórico Artístico la Ciudad (Buenavista del Norte) · Upload image |

### C

#### Candelaria (Santa Cruz de Tenerife),(Tenerife)
| Tên                                      | Dạng                           | Địa điểm   | Tọa độ                                            | Số hồ sơ tham khảo? | Ngày nhận danh hiệu? | Hình ảnh                                                              |
| ---------------------------------------- | ------------------------------ | ---------- | ------------------------------------------------- | ------------------- | -------------------- | --------------------------------------------------------------------- |
| Pozo Virgen                              | Di tích                        | Candelaria | 28°19′45″B 16°21′48″T / 28,3292524°B 16,3633322°T | RI-51-0006882       | 14-08-1990           | Pozo de la Virgen · Upload image                                      |
| Vương cung thánh đường Đức Mẹ Candelaria | Di tích Arquitectura religiosa | Candelaria | 28°21′04″B 16°22′15″T / 28,35123°B 16,3707°T      | RI-51-0007410       | 19-04-2005           | Basílica y Convento de Nuestra Señora de la Candelaria · Upload image |

### E

#### El Paso (La Palma),(La Palma)
| Tên                                    | Dạng                           | Địa điểm            | Tọa độ                                                      | Số hồ sơ tham khảo? | Ngày nhận danh hiệu? | Hình ảnh                                                    |
| -------------------------------------- | ------------------------------ | ------------------- | ----------------------------------------------------------- | ------------------- | -------------------- | ----------------------------------------------------------- |
| Nhà hoang Nuestra Señora Bonanza       | Di tích Arquitectura religiosa | El Paso             | 28°39′06″B 17°52′44″T / 28,651602243908°B 17,878768444061°T | RI-51-0008746       | 14-03-1986           | Ermita de Nuestra Señora de Bonanza · Upload image          |
| Nhà thờ San Nicolás Bari (Las Manchas) | Di tích Arquitectura religiosa | El Paso Las Manchas | 28°36′08″B 17°52′50″T / 28,6021741°B 17,8804771°T           | RI-51-0007209       | 31-05-1996           | Iglesia de San Nicolás de Bari (Las Manchas) · Upload image |

#### El Rosario (Tenerife),(Tenerife)
| Tên                                        | Dạng                 | Địa điểm                                 | Tọa độ                                          | Số hồ sơ tham khảo? | Ngày nhận danh hiệu? | Hình ảnh                                                                |
| ------------------------------------------ | -------------------- | ---------------------------------------- | ----------------------------------------------- | ------------------- | -------------------- | ----------------------------------------------------------------------- |
| Las Raíces (Rosario)                       | Khu phức hợp lịch sử | El Rosario                               | 28°25′26″B 16°22′48″T / 28,423949°B 16,380135°T | RI-53-0000052       | 23-12-1964           | Conjunto Histórico las Raíces · Upload image                            |
| Nhà thờ Nuestra Señora Rosario và Nhà Mesa | Địa điểm lịch sử     | El Rosario Carretera Machado - La Ermita | 28°24′43″B 16°20′54″T / 28,411953°B 16,348344°T | RI-54-0000180       | 16-06-2003           | Iglesia de Nuestra Señora del Rosario y Casa de los Mesa · Upload image |

#### El Tanque,(Tenerife)
| Tên                                          | Dạng        | Địa điểm                                                                                         | Tọa độ                                           | Số hồ sơ tham khảo? | Ngày nhận danh hiệu? | Hình ảnh     |
| -------------------------------------------- | ----------- | ------------------------------------------------------------------------------------------------ | ------------------------------------------------ | ------------------- | -------------------- | ------------ |
| Los Partidos Franquis                        | Khu khảo cổ | El Tanque Acceso desde el Km.14 de la carretera TF-373 San José de los Llanos - Puerto de Erjos. | 28°18′59″B 16°47′37″T / 28,316395°B 16,7937341°T | RI-55-0000646       | 12-05-2003           | Upload image |
| Nhà thờ San Antonio Padua (Granadilla Abona) | Di tích     | El Tanque El Tanque Bajo                                                                         | 28°21′51″B 16°46′20″T / 28,364063°B 16,772092°T  | RI-51-0012113       | 17-11-2011           | Upload image |

### F

#### La Frontera (El Hierro),(El Hierro)
| Tên                     | Dạng        | Địa điểm                | Tọa độ                                                      | Số hồ sơ tham khảo? | Ngày nhận danh hiệu? | Hình ảnh     |
| ----------------------- | ----------- | ----------------------- | ----------------------------------------------------------- | ------------------- | -------------------- | ------------ |
| Guinea (Islas Canarias) | Khu khảo cổ | Frontera Carretera HI-5 | 27°46′25″B 17°59′57″T / 27,773698507258°B 17,999163099636°T | RI-55-0000397       | 17-12-1999           | Upload image |

#### Fuencaliente de La Palma,(La Palma)
| Tên                                           | Dạng                                            | Địa điểm                                             | Tọa độ                                          | Số hồ sơ tham khảo? | Ngày nhận danh hiệu? | Hình ảnh                                                                         |
| --------------------------------------------- | ----------------------------------------------- | ---------------------------------------------------- | ----------------------------------------------- | ------------------- | -------------------- | -------------------------------------------------------------------------------- |
| Nhà thờ San Antonio Abad (Fuencaliente Palma) | Di tích Kiến trúc tôn giáo Thời gian: Thế kỷ 16 | Fuencaliente de La Palma Los Canarios (Fuencaliente) | 28°29′43″B 17°50′41″T / 28,495208°B 17,844806°T | RI-51-0006812       | 18-04-1996           | Iglesia de San Antonio Abad (Fuencaliente de la Palma (La Palma)) · Upload image |
| Zona Arqueológica Roque Teneguía              | Khu khảo cổ                                     | Fuencaliente de La Palma                             | 28°28′51″B 17°51′23″T / 28,480969°B 17,856454°T | RI-55-0000418       | 18-07-1996           | Upload image                                                                     |

### G

#### Garachico,(Tenerife)
| Tên                            | Dạng                 | Địa điểm  | Tọa độ                                                      | Số hồ sơ tham khảo? | Ngày nhận danh hiệu? | Hình ảnh                                          |
| ------------------------------ | -------------------- | --------- | ----------------------------------------------------------- | ------------------- | -------------------- | ------------------------------------------------- |
| Lâu đài San Miguel (Garachico) | Di tích              | Garachico | 28°22′23″B 16°45′58″T / 28,373185114617°B 16,766091585159°T | RI-51-0008253       | 12-07-1993           | Castillo de San Miguel (Garachico) · Upload image |
| Villa và Puerto Garachico      | Khu phức hợp lịch sử | Garachico | 28°22′25″B 16°45′51″T / 28,373686°B 16,7640491°T            | RI-53-0000453       | 11-02-1994           | Villa Y Puerto de Garachico · Upload image        |

#### Garafía,(La Palma)
| Tên                                  | Dạng    | Địa điểm                        | Tọa độ                                          | Số hồ sơ tham khảo? | Ngày nhận danh hiệu? | Hình ảnh                                                |
| ------------------------------------ | ------- | ------------------------------- | ----------------------------------------------- | ------------------- | -------------------- | ------------------------------------------------------- |
| Nhà thờ Nuestra Señora Luz (Garafía) | Di tích | Garafía Santo Domingo (Garafía) | 28°49′51″B 17°56′41″T / 28,830826°B 17,944686°T | RI-51-0008745       | 14-03-1986           | Templo Parroquial Nuestra Sra. de la Luz · Upload image |

#### Granadilla de Abona,(Tenerife)
| Tên                                                      | Dạng             | Địa điểm                                  | Tọa độ                                          | Số hồ sơ tham khảo? | Ngày nhận danh hiệu? | Hình ảnh                                                                             |
| -------------------------------------------------------- | ---------------- | ----------------------------------------- | ----------------------------------------------- | ------------------- | -------------------- | ------------------------------------------------------------------------------------ |
| Ermita San Isidro Labrador (Granadilla Abona)            | Di tích          | Granadilla de Abona San Isidro (Tenerife) | 28°04′46″B 16°33′29″T / 28,079387°B 16,558184°T | RI-51-0010997       | 15-07-2008           | Ermita de San Isidro Labrador · Upload image                                         |
| Nhà thờ San Antonio Padua (Granadilla Abona)             | Di tích          | Granadilla de Abona Calle de la Iglesia   | 28°07′34″B 16°34′36″T / 28,126075°B 16,576613°T | RI-51-0010623       | 09-05-2006           | Iglesia de San Antonio de Padua (Granadilla (Santa Cruz de Tenerife)) · Upload image |
| Nhà thờ Granadilla Abona và Antiguo Convento Franciscano | Di tích          | Granadilla de Abona Calle el Calvario     | 28°07′21″B 16°34′38″T / 28,122448°B 16,577353°T | RI-51-0008721       | 20-12-1985           | Iglesia Y Antiguo Convento Franciscano · Upload image                                |
| Sitio Etnológico Secadero Tabaco                         | Địa điểm lịch sử | Granadilla de Abona Calle del Pino, 9     | 28°07′25″B 16°34′30″T / 28,12361°B 16,57506°T   | RI-54-0000630       | 15-07-2008           | Upload image                                                                         |

#### Guía de Isora,(Tenerife)
| Tên                                    | Dạng                 | Địa điểm      | Tọa độ                                          | Số hồ sơ tham khảo? | Ngày nhận danh hiệu? | Hình ảnh                                   |
| -------------------------------------- | -------------------- | ------------- | ----------------------------------------------- | ------------------- | -------------------- | ------------------------------------------ |
| Caseríos Chirche và Aripe (Guía Isora) | Khu phức hợp lịch sử | Guía de Isora | 28°13′05″B 16°45′49″T / 28,218009°B 16,763666°T | RI-53-0000583       | 18-11-2008           | Caseríos de Chirche y Aripe · Upload image |
| Guía Isora                             | Khu phức hợp lịch sử | Guía de Isora | 28°12′36″B 16°46′43″T / 28,210137°B 16,778727°T | RI-53-0000583       | 18-11-2008           | Guía de Isora · Upload image               |

#### Güímar,(Tenerife)
| Tên                                     | Dạng                                                 | Địa điểm | Tọa độ                                                      | Số hồ sơ tham khảo? | Ngày nhận danh hiệu? | Hình ảnh                                                      |
| --------------------------------------- | ---------------------------------------------------- | --- | ----------------------------------------------------------- | ------------------- | -------------------- | ------------------------------------------------------------- |
| Nhà thờ Santo Domingo (Güímar)          | Di tích                                              | Güímar Plaza del Ayuntamiento, 2 | 28°18′51″B 16°24′41″T / 28,314127°B 16,411369°T             | RI-51-0010946       | 15-07-2008           | Iglesia del Convento de Santo Domingo (Güímar) · Upload image |
| Nhà hoangl Socorro (Güímar)             | Di tích                                              | Güímar El Socorro | 28°19′40″B 16°21′54″T / 28,327803699117°B 16,365123176361°T | RI-51-0006936       | 19-11-1990           | Ermita del Socorro · Upload image                             |
|                                         | Khu phức hợp lịch sử Por decreto es Sitio Etnológico | Güímar Chacaica, barrio de San Pedro de Arriba | 28°19′03″B 16°25′00″T / 28,317609°B 16,416678°T             | RI-53-0000529       | 02-10-2007           | Molinos y lavaderos de Chacaica · Upload image                |
| El Casco Histórico de Gúimar            | Khu phức hợp lịch sử                                 | Güímar | 28°18′57″B 16°24′42″T / 28,3159034°B 16,4116835°T           | RI-53-0000516       | 17-09-2001           | Casco Histórico de Gúimar · Upload image                      |
| Capilla de San Pedro de Abajo (Güímar)  | Di tích                                              | Güímar | 28°18′54″B 16°24′29″T / 28,315019°B 16,407928°T             | RI-51-0010989       | 21-02-2006           | Capilla de San Pedro de Abajo · Upload image                  |
| Capilla de San Pedro de Arriba (Güímar) | Di tích                                              | Güímar | 28°19′01″B 16°25′00″T / 28,316939°B 16,416651°T             | RI-51-0010988       | 21-02-2006           | Capilla de San Pedro de Arriba · Upload image                 |
| La Hydro (Güímar)                       | Địa điểm lịch sử                                     | Güímar Camino sin nombre que sale de la iglesia de San Juan | 28°18′24″B 16°26′13″T / 28,306745°B 16,436885°T             | RI-54-0000156       | 20-11-2007           | Upload image                                                  |
| Molino de la Menora (Güímar)            | Địa điểm lịch sử                                     | Güímar Barrio de La Hoya | 28°19′04″B 16°25′12″T / 28,317822°B 16,419955°T             | RI-54-0000157       | 18-12-2007           | Molino de la Menora · Upload image                            |
| Llano de la Vírgen (Güímar)             | Địa điểm lịch sử                                     | Güímar Avda. Marítima; C/ El Balo; C/El Cardón; Paseo de la Virgen; C/El Drago y C/ La Cuesta. | 28°19′45″B 16°21′49″T / 28,32915°B 16,363535°T              | RI-54-0000181       | 05-05-2009           | Upload image                                                  |
| Casa del Paseo y Capilla de San Juan    | Địa điểm lịch sử                                     | Güímar | 28°18′26″B 16°25′28″T / 28,30735385°B 16,424373816667°T     | RI-54-0000140       | 19-02-2008           | Casa del Paseo y Capilla de San Juan · Upload image           |
| Camino del Socorro (Güímar)             | Địa điểm lịch sử                                     | Güímar De la confluencia de la calle Calvario con la calle Tonazo y calle Lomo del Molino 28°18′55″B 16°24′18″T / 28,31528°B 16,405°T al Caserío del Socorro, Playa de Chimisay 28°19′45″B 16°21′48″T / 28,32917°B 16,36333°T. | 28°18′57″B 16°22′50″T / 28,3158709°B 16,3806619°T           | RI-54-0000223       | 17-05-2011           | Camino del Socorro (Güímar) · Upload image                    |
| Hang Chinguaro                          | Địa điểm lịch sử                                     | Güímar Las Cruces | 28°19′24″B 16°23′45″T / 28,3234613°B 16,3958085°T           | RI-54-0000093       | 6-05-1999            | Cueva de Chinguaro · Upload image                             |

### I

#### Icod de los Vinos,(Tenerife)
| Tên                                              | Dạng                 | Địa điểm                                                       | Tọa độ                                           | Số hồ sơ tham khảo? | Ngày nhận danh hiệu? | Hình ảnh                                                        |
| ------------------------------------------------ | -------------------- | -------------------------------------------------------------- | ------------------------------------------------ | ------------------- | -------------------- | --------------------------------------------------------------- |
| Iglesia del Amparo (Icod de los Vinos)           | Di tích              | Icod de los Vinos El Amparo                                    | 28°21′20″B 16°42′59″T / 28,35559°B 16,716312°T   | RI-51-0011207       | 24-05-2007           | Iglesia del Amparo · Upload image                               |
| Nhà hoangl Calvario (Icod de los Vinos)          | Di tích              | Icod de los Vinos Calle del Calvario                           | 28°22′09″B 16°42′50″T / 28,369209°B 16,713875°T  | RI-51-0009033       | 21-02-2006           | Ermita del Calvario (Icod de los Vinos) · Upload image          |
| Ex-convento de San Francisco (Icod de los Vinos) | Di tích              | Icod de los Vinos Calle San Francisco                          | 28°21′59″B 16°43′10″T / 28,366341°B 16,719523°T  | RI-51-0008737       | 07-02-1986           | Ex-convento de San Francisco (Icod de los Vinos) · Upload image |
| Nhà thờ San Marcos (Icod de los Vinos)           | Di tích              | Icod de los Vinos Plaza Lorenzo Cáceres Conde de Siete Fuentes | 28°22′02″B 16°43′18″T / 28,3672005°B 16,721543°T | RI-51-0007427       | 16-05-2006           | Iglesia de San Marcos (Icod de los Vinos) · Upload image        |
| Casa Campino                                     | Di tích              | Icod de los Vinos Calle Campino, 1                             | 28°21′46″B 16°43′04″T / 28,362719°B 16,717806°T  | RI-51-0009034       | 19-07-2006           | Casa Campino (Icod de los Vinos) · Upload image                 |
| Las Cuevas de Don Gaspar                         | Khu khảo cổ          | Icod de los Vinos                                              | 28°21′47″B 16°43′37″T / 28,362996°B 16,726815°T  | RI-55-0000651       | 09-05-2006           | Upload image                                                    |
| Sitio Histórico de Nuestra Señora de Buen Paso   | Địa điểm lịch sử     | Icod de los Vinos Buen Paso                                    | 28°22′49″B 16°40′55″T / 28,380335°B 16,681891°T  | RI-54-0000142       | 12-05-2003           | Upload image                                                    |
| Icod de los Vinos                                | Khu phức hợp lịch sử | Icod de los Vinos                                              | 28°22′00″B 16°43′14″T / 28,366608°B 16,720529°T  | RI-53-0000476       | 05-10-2004           | Icod de los Vinos · Upload image                                |

### L

#### La Matanza de Acentejo,(Tenerife)
| Tên                           | Dạng                                    | Địa điểm                            | Tọa độ                                          | Số hồ sơ tham khảo? | Ngày nhận danh hiệu? | Hình ảnh                                     |
| ----------------------------- | --------------------------------------- | ----------------------------------- | ----------------------------------------------- | ------------------- | -------------------- | -------------------------------------------- |
| Lagar de la Calle Real nº 198 | Di tích Por Decreto es Sitio Etnológico | La Matanza de Acentejo C/ Real, 198 | 28°26′55″B 16°27′11″T / 28,448536°B 16,453086°T | RI-51-0010550       | 25-11-2005           | Lagar de la Calle Real nº 198 · Upload image |

#### La Orotava,(Tenerife)
| Tên                                           | Dạng                          | Địa điểm                                                                   | Tọa độ                                                      | Số hồ sơ tham khảo? | Ngày nhận danh hiệu? | Hình ảnh                                                              |
| --------------------------------------------- | ----------------------------- | -------------------------------------------------------------------------- | ----------------------------------------------------------- | ------------------- | -------------------- | --------------------------------------------------------------------- |
| Inmuebles sitos en la calle Calvario, 52 y 54 | Di tích                       | La Orotava                                                                 | 28°23′37″B 16°31′17″T / 28,393573538493°B 16,521334648132°T | RI-51-0010560       | 20-05-2002           | Inmuebles en la calle Calvario, 52 y 54 · Upload image                |
| Camino de El Ciprés                           | Địa điểm lịch sử              | La Orotava                                                                 | 28°24′06″B 16°31′59″T / 28,401548642244°B 16,533143263484°T | RI-54-0000182       | 16-09-2008           | Upload image                                                          |
| Nhà thờ Concepción (La Orotava)               | Monumento Histórico Artístico | La Orotava                                                                 | 28°23′24″B 16°31′32″T / 28,389979891446°B 16,525545716286°T | RI-51-0001211       | 18-06-1948           | Templo de Nuestra Señora de la Concepción (La Orotava) · Upload image |
| Hijuela del Botánico                          | Jardín histórico              | La Orotava                                                                 | 28°23′20″B 16°31′28″T / 28,388908616556°B 16,524435281754°T | RI-52-0000087       | 25-11-2008           | Hijuela del Botánico · Upload image                                   |
| Villa de La Orotava                           | Khu phức hợp lịch sử          | La Orotava                                                                 | 28°23′22″B 16°31′30″T / 28,389310618703°B 16,524910542025°T | RI-53-0000210       | 10-12-1976           | Conjunto Histórico Artístico la Villa de la Orotava · Upload image    |
| Acueducto de los Molinos                      | Địa điểm lịch sử              | La Orotava Plaza de San Francisco, C/ Colegio, C/ Domingo González García. | 28°23′09″B 16°31′29″T / 28,385735°B 16,524848°T             | RI-54-0000178       | 04-07-2006           | Acueducto de los Molinos · Upload image                               |
| Alfombras del Corpus                          | Địa điểm lịch sử              | La Orotava                                                                 |                                                             | RI-54-0000206       | 15-05-2007           | Alfombras del Corpus · Upload image                                   |

#### La Victoria de Acentejo,(Tenerife)
| Tên                                                             | Dạng    | Địa điểm                | Tọa độ                                                      | Số hồ sơ tham khảo? | Ngày nhận danh hiệu? | Hình ảnh                                              |
| --------------------------------------------------------------- | ------- | ----------------------- | ----------------------------------------------------------- | ------------------- | -------------------- | ----------------------------------------------------- |
| Nhà thờ Nuestra Señora de la Victoria (La Victoria de Acentejo) | Di tích | La Victoria de Acentejo | 28°26′03″B 16°28′13″T / 28,434154647554°B 16,470335125923°T | RI-51-0008719       | 20-12-1985           | Iglesia de Nuestra Sra. de la Victoria · Upload image |

#### Los Realejos,(Tenerife)
| Tên                                                       | Dạng                 | Địa điểm | Tọa độ                                          | Số hồ sơ tham khảo? | Ngày nhận danh hiệu? | Hình ảnh                                                                 |
| --------------------------------------------------------- | -------------------- | --- | ----------------------------------------------- | ------------------- | -------------------- | ------------------------------------------------------------------------ |
| Iglesia de Nuestra Señora de la Concepción (Los Realejos) | Di tích              | Los Realejos Calle Guillermo Camacho y Pérez Galdós                                                                          | 28°23′08″B 16°35′17″T / 28,385686°B 16,588163°T | RI-51-0007425       | 30-09-2003           | Iglesia de Nuestra Señora de la Concepción (Los Realejos) · Upload image |
| El Realejo Bajo                                           | Khu phức hợp lịch sử | Los Realejos C/ de la Alhóndiga, C/ de la Acequia, C/ de Márquez, C/ de la Cruz Verde, C/ del Medio, C/ Guillermo Camacho... |                                                 | RI-53-0000591       | 01-12-2005           | Upload image                                                             |
| Casa Natal de José Antonio de Viera y Clavijo             | Di tích              | Los Realejos Calle Viera y Clavijo, 111                                                                                      | 28°22′44″B 16°35′13″T / 28,378996°B 16,587003°T | RI-51-0008742       | 14-03-1986           | Casa Natal de José de Viera y Clavijo · Upload image                     |
| Parroquia Matriz del Apóstol Santiago                     | Di tích              | Los Realejos Avenida de Los Remedios                                                                                         | 28°22′51″B 16°35′07″T / 28,380841°B 16,58526°T  | RI-51-0004798       | 02-02-1983           | Iglesia de Santiago Apóstol (Los Realejos) · Upload image                |
| Nhà thờl Carmen y Plaza de San Agustín                    | Di tích              | Los Realejos Calle San Agustín                                                                                               | 28°23′17″B 16°35′10″T / 28,387974°B 16,585991°T | RI-51-0011164       | 06-05-2008           | Iglesia del Carmen, Plaza de San Agustín y su entorno · Upload image     |
| Hacienda de Los Príncipes                                 | Di tích              | Los Realejos Calle los Molinos, 4                                                                                            | 28°23′03″B 16°35′22″T / 28,384102°B 16,589471°T | RI-51-0009031       | 19-05-2009           | Upload image                                                             |

#### Los Silos,(Tenerife)
| Tên                                                        | Dạng                 | Địa điểm  | Tọa độ                                          | Số hồ sơ tham khảo? | Ngày nhận danh hiệu? | Hình ảnh                                 |
| ---------------------------------------------------------- | -------------------- | --------- | ----------------------------------------------- | ------------------- | -------------------- | ---------------------------------------- |
| Ex Convento de San Sebastián, de las monjas de San Bernado | Di tích              | Los Silos | 28°21′55″B 16°49′02″T / 28,365196°B 16,817251°T | RI-51-0008735       | 07-02-1986           | Convento de las Bernardas · Upload image |
| Los Silos                                                  | Khu phức hợp lịch sử | Los Silos | 28°21′57″B 16°49′00″T / 28,36582°B 16,81671°T   | RI-53-0000478       | 07-02-1986           | Los Silos · Upload image                 |

### P

#### Puerto de la Cruz,(Tenerife)
| Tên                                                                      | Dạng                 | Địa điểm                                                                                        | Tọa độ                                                      | Số hồ sơ tham khảo? | Ngày nhận danh hiệu? | Hình ảnh                                                           |
| ------------------------------------------------------------------------ | -------------------- | ----------------------------------------------------------------------------------------------- | ----------------------------------------------------------- | ------------------- | -------------------- | ------------------------------------------------------------------ |
| Lâu đài San Felipe (Puerto de la Cruz)                                   | Di tích              | Puerto de la Cruz                                                                               | 28°24′52″B 16°33′31″T / 28,414393292644°B 16,558528840542°T | RI-51-0008254       | 12-07-1993           | Castillo de San Felipe (Puerto de la Cruz) · Upload image          |
| Nhà hoang San Nicolás de Tolentino (Puerto de la Cruz) và Casa Solariega | Di tích              | Puerto de la Cruz                                                                               | 28°23′49″B 16°32′17″T / 28,397077404019°B 16,538174897432°T | RI-51-0008736       | 07-02-1986           | Ermita de San Nicolás de Tolentino y Casa Solariega · Upload image |
| Jardínes y Casona de San Fernando                                        | Di tích              | Puerto de la Cruz                                                                               | 28°24′33″B 16°32′39″T / 28,409227959314°B 16,544272899628°T | RI-51-0005436       | 09-02-1996           | Jardínes y Casona de San Fernando (Delimitación) · Upload image    |
| La Casa Amarilla                                                         | Địa điểm lịch sử     | Puerto de la Cruz                                                                               | 28°24′52″B 16°31′48″T / 28,41449355353°B 16,529987454414°T  | RI-51-0009204       | 26-04-2005           | La Casa Amarilla · Upload image                                    |
| Jardín de Aclimatación de la Orotava                                     | Jardín histórico     | Puerto de la Cruz                                                                               | 28°24′41″B 16°32′08″T / 28,411445580185°B 16,535657644272°T | RI-52-0000046       | 29-07-1994           | Jardín de Aclimatación de la Orotava · Upload image                |
| Lago Martiánez                                                           | Jardín histórico     | Puerto de la Cruz                                                                               | 28°25′12″B 16°32′36″T / 28,41993816685°B 16,543436050415°T  | RI-52-0000077       | 24-05-2005           | Lago de la Costa de Martiánez (Puerto de la Cruz) · Upload image   |
| Ladera de Martiánez                                                      | Khu khảo cổ          | Puerto de la Cruz                                                                               | 28°24′56″B 16°32′26″T / 28,415510514292°B 16,540599052697°T | RI-55-0000817       | 11-12-2007           | Upload image                                                       |
| El Puerto de la Cruz                                                     | Khu phức hợp lịch sử | Puerto de la Cruz Plaza del Charco, C/ San Felipe, C/ Quintana, C/ Santo Domingo, C/ Perdomo... | 28°25′00″B 16°33′03″T / 28,41662°B 16,55082°T               | RI-53-0000569       | 23-05-2006           | Upload image                                                       |

#### Puntagorda,(La Palma)
| Tên                                      | Dạng    | Địa điểm   | Tọa độ                                                     | Số hồ sơ tham khảo? | Ngày nhận danh hiệu? | Hình ảnh                                                   |
| ---------------------------------------- | ------- | ---------- | ---------------------------------------------------------- | ------------------- | -------------------- | ---------------------------------------------------------- |
| Nhà thờ San Mauro Abad y Casa Parroquial | Di tích | Puntagorda | 28°45′58″B 17°58′43″T / 28,766087181372°B 17,97854041293°T | RI-51-0008720       | 20-12-1985           | Iglesia de San Mauro Abad y Casa Parroquial · Upload image |

#### Puntallana,(La Palma)
| Tên                                    | Dạng    | Địa điểm   | Tọa độ                                                      | Số hồ sơ tham khảo? | Ngày nhận danh hiệu? | Hình ảnh                                               |
| -------------------------------------- | ------- | ---------- | ----------------------------------------------------------- | ------------------- | -------------------- | ------------------------------------------------------ |
| Nhà thờ San Juan Bautista (Puntallana) | Di tích | Puntallana | 28°44′25″B 17°44′42″T / 28,740402165924°B 17,744877808402°T | RI-51-0007038       | 29-07-1994           | Iglesia Parroquial de San Juan Bautista · Upload image |

### S

#### San Andrés y Sauces,(La Palma)
| Tên                             | Dạng    | Địa điểm                       | Tọa độ                                                      | Số hồ sơ tham khảo? | Ngày nhận danh hiệu? | Hình ảnh                                       |
| ------------------------------- | ------- | ------------------------------ | ----------------------------------------------------------- | ------------------- | -------------------- | ---------------------------------------------- |
| Iglesia Parroquia de San Andrés | Di tích | San Andrés y Sauces San Andrés | 28°47′59″B 17°45′38″T / 28,799642226644°B 17,760529244459°T | RI-51-0008725       | 20-12-1985           | Iglesia Parroquia de San Andrés · Upload image |

#### San Cristóbal de La Laguna,(Tenerife)
| Tên                                                                              | Dạng                                                                                    | Địa điểm | Tọa độ                                                      | Số hồ sơ tham khảo? | Ngày nhận danh hiệu? | Hình ảnh                                                                                        |
| -------------------------------------------------------------------------------- | --------------------------------------------------------------------------------------- | --- | ----------------------------------------------------------- | ------------------- | -------------------- | ----------------------------------------------------------------------------------------------- |
| Archivo Histórico Provincial (Santa Cruz de Tenerife)                            | Lưu trữ                                                                                 | San Cristóbal de la Laguna Camino la Hornera, 78                                                                 | 28°28′19″B 16°18′30″T / 28,47197818973°B 16,308439599506°T  | RI-AR-0000049       | 10-11-1997           | Archivo Histórico Provincial (Santa Cruz de Tenerife) · Upload image                            |
| La Librea de Valle Guerra                                                        | Địa điểm lịch sử Por Decreto es Bien de Interés Cultural, con categoría de ámbito local | San Cristóbal de La Laguna Valle de Guerra                                                                       |                                                             | RI-54-0000169       | 24-05-2007           | Upload image                                                                                    |
| Iglesia de San Lázaro (San Cristóbal de La Laguna)                               | Di tích                                                                                 | San Cristóbal de La Laguna Camino de San Lázaro                                                                  | 28°29′22″B 16°19′56″T / 28,489418°B 16,33233°T              | RI-51-0011095       | 25-10-2005           | Iglesia de San Lázaro (San Cristóbal de La Laguna) · Upload image                               |
| Casa Natal del Beato Padre Anchieta                                              | Di tích                                                                                 | San Cristóbal de La Laguna Calle Magistrado Campo Llarena, Calle Quinteras                                       | 28°29′13″B 16°18′47″T / 28,487055151943°B 16,313015520573°T | RI-51-0008741       | 14-03-1986           | Casa Natal del Beato Padre Anchieta · Upload image                                              |
| Casco histórico de San Cristóbal de la Laguna                                    | Khu phức hợp lịch sử                                                                    | San Cristóbal de La Laguna                                                                                       | 28°29′24″B 16°18′59″T / 28,489930786496°B 16,316431095604°T | RI-53-0000466       | 20-12-1985           | Conjunto Histórico Artístico la Ciudad (San Cristóbal de la Laguna) · Upload image              |
| Catedral de Nuestra Señora de los Remedios de San Cristóbal de La Laguna         | Di tích                                                                                 | San Cristóbal de La Laguna Plaza Fray Albino                                                                     | 28°29′20″B 16°18′58″T / 28,488923422682°B 16,316230148077°T | RI-51-0004949       | 05-10-1983           | Catedral de Nuestra Señora de los Remedios C · Upload image                                     |
| Tu viện Santa Clara de Asís (San Cristóbal de La Laguna)                         | Di tích                                                                                 | San Cristóbal de La Laguna Calle Nava y Grimón, Calle Ernesto Ascanio y León Huerta, Calle Viana, Calle Anchieta | 28°29′23″B 16°18′50″T / 28,489829846227°B 16,313841640949°T | RI-51-0004264       | 27-01-1978           | Monasterio de Santa Clara (La Laguna) · Upload image                                            |
| Ex-convento de San Agustín                                                       | Di tích                                                                                 | San Cristóbal de La Laguna Calle San Agustín, Calle Rodriguez Moure, Calle Anchieta                              | 28°29′27″B 16°19′03″T / 28,490725653788°B 16,31743311882°T  | RI-51-0004925       | 28-07-1983           | Ex-convento de San Agustín · Upload image                                                       |
| Parroquia Matriz de Nuestra Señora de la Concepción (San Cristóbal de La Laguna) | Di tích                                                                                 | San Cristóbal de La Laguna Plaza de la Concepción                                                                | 28°29′26″B 16°19′13″T / 28,490434517164°B 16,320356726646°T | RI-51-0001212       | 25-06-1948           | Parroquia Matriz de Nuestra Señora de la Concepción (San Cristóbal de La Laguna) · Upload image |
| Tu viện Santo Domingo (San Cristóbal de la Laguna)                               | Di tích                                                                                 | San Cristóbal de La Laguna Calle Santo Domingo                                                                   | 28°29′09″B 16°18′48″T / 28,485751468361°B 16,313197910786°T | RI-51-0009024       | 07-10-2008           | Antiguo Convento de Santo Domingo (San Cristóbal de la Laguna) · Upload image                   |
| Nhà thờ Santo Domingo de Guzmán (San Cristóbal de La Laguna)                     | Di tích                                                                                 | San Cristóbal de La Laguna Calle Santo Domingo                                                                   | 28°29′10″B 16°18′48″T / 28,485989574521°B 16,313275694847°T | RI-51-0008722       | 20-12-1985           | Iglesia de Santo Domingo (San Cristóbal de la Laguna) · Upload image                            |
| Nhà hoang Nuestra Señora de Gracia (San Cristóbal de La Laguna)                  | Di tích                                                                                 | San Cristóbal de La Laguna Curva de Gracia                                                                       | 28°28′30″B 16°18′18″T / 28,474997155231°B 16,305075647228°T | RI-51-0009025       | 09-05-2006           | Ermita de Nuestra Señora de Gracia · Upload image                                               |
| Hospital e Iglesia de Nuestra Señora de Los Dolores                              | Di tích                                                                                 | San Cristóbal de La Laguna Calle San Agustín y Juan de Vera                                                      | 28°29′25″B 16°19′00″T / 28,490215280148°B 16,316674053669°T | RI-51-0009022       | 17-06-2008           | Iglesia de Nuestra Señora de los Dolores · Upload image                                         |
| Polvorín de Taco                                                                 | Di tích                                                                                 | San Cristóbal de La Laguna Taco                                                                                  | 28°26′55″B 16°17′43″T / 28,4484771°B 16,2952797°T           | RI-51-0011163       | 29-04-2010           | Polvorín de Taco · Upload image                                                                 |
| Nhà thờ San Benito Abad (San Cristóbal de La Laguna)                             | Di tích                                                                                 | San Cristóbal de La Laguna San Benito                                                                            | 28°29′25″B 16°19′35″T / 28,490195242334°B 16,326351463795°T | RI-51-0011097       | 05-06-2007           | Iglesia Parroquial de San Benito Abad (San Cristóbal de la Laguna) · Upload image               |
| Nhà thờ San Bartolomé (Tejina)                                                   | Di tích                                                                                 | San Cristóbal de La Laguna Tejina                                                                                | 28°32′06″B 16°21′38″T / 28,534949681316°B 16,360447935042°T | RI-51-0009029       | 27-06-2006           | Iglesia de San Bartolomé (San Cristóbal de la Laguna) · Upload image                            |
| Cung điện Lercaro                                                                | Di tích                                                                                 | San Cristóbal de La Laguna Calle San Agustín y Tabares de Cala                                                   | 28°29′23″B 16°18′54″T / 28,489609429254°B 16,314972192049°T | RI-51-0007421       | 29-04-2008           | Palacio de Lercaro · Upload image                                                               |
| Casa de los Capitanes Generales                                                  | Di tích                                                                                 | San Cristóbal de La Laguna Calles Obispo Rey Redondo y Viana                                                     | 28°29′15″B 16°18′53″T / 28,48752310677°B 16,314804553986°T  | RI-51-0004535       | 11-11-1981           | Casa de los Capitanes Generales · Upload image                                                  |
| Zona Arqueológica La Barranquera                                                 | Khu khảo cổ                                                                             | San Cristóbal de La Laguna La Barranquera, Valle Guerra                                                          | 28°31′59″B 16°24′03″T / 28,532962878481°B 16,400737363964°T | RI-55-0000621       | 24-11-2005           | Upload image                                                                                    |
| Cung điện Nava                                                                   | Di tích                                                                                 | San Cristóbal de La Laguna Plaza del Adelantado                                                                  | 28°29′17″B 16°18′50″T / 28,488012066935°B 16,313971320043°T | RI-51-0007422       | 06-09-2000           | Palacio de Nava · Upload image                                                                  |
| Nhà hoang San Miguel Arcángel (San Cristóbal de La Laguna)                       | Di tích                                                                                 | San Cristóbal de La Laguna Plaza del Adelantado                                                                  | 28°29′15″B 16°18′47″T / 28,487506020627°B 16,312922567513°T | RI-51-0009028       | 17-12-1999           | Ermita de San Miguel Arcángel (San Cristóbal de La Laguna) · Upload image                       |
| Casa de Carta                                                                    | Di tích                                                                                 | San Cristóbal de La Laguna Calle del Vino, Valle Guerra                                                          | 28°30′51″B 16°23′24″T / 28,514134234022°B 16,389937818831°T | RI-51-0011139       | 27-01-2006           | Upload image                                                                                    |
| Tu viện Santa Catalina de Siena (San Cristóbal de La Laguna)                     | Di tích                                                                                 | San Cristóbal de La Laguna Plaza del Adelantado                                                                  | 28°29′16″B 16°18′51″T / 28,487729097389°B 16,314267777202°T | RI-51-0009020       | 20-09-2013           | Convento de Santa Catalina de Siena (San Cristóbal de La Laguna) · Upload image                 |

#### San Juan de la Rambla,(Tenerife)
| Tên                                                                                                  | Dạng                                                              | Địa điểm                                                    | Tọa độ                                                      | Số hồ sơ tham khảo? | Ngày nhận danh hiệu? | Hình ảnh                                                                                 |
| --- | ----------------------------------------------------------------- | ----------------------------------------------------------- | ----------------------------------------------------------- | ------------------- | -------------------- | ---------------------------------------------------------------------------------------- |
| Nhà thờ San José (San Juan de la Rambla)                                                             | Di tích                                                           | San Juan de la Rambla San José                              | 28°22′48″B 16°38′46″T / 28,380098563349°B 16,64611496909°T  | RI-51-0007210       | 09-05-2006           | Iglesia de San José (San Juan de la Rambla) · Upload image                               |
| Zona Arqueológica Acantilados de San Juan de La Rambla y Laderas de Los Barrancos de Chaurera y Ruiz | Khu khảo cổ                                                       | San Juan de la Rambla                                       | 28°23′30″B 16°38′17″T / 28,391714°B 16,638149°T             | RI-55-0000862       | 01-07-2008           | Upload image                                                                             |
| Barrio de los Quevedos                                                                               | Địa điểm lịch sử                                                  | San Juan de la Rambla                                       | 28°22′53″B 16°38′33″T / 28,381355355056°B 16,642493804114°T | RI-54-0000158       | 29-04-2008           | Upload image                                                                             |
| San Juan de la Rambla                                                                                | Khu phức hợp lịch sử                                              | San Juan de la Rambla                                       | 28°23′38″B 16°38′58″T / 28,3937629°B 16,6493385°T           | RI-53-0000454       | 28-11-1990           | Conjunto Histórico Artístico la Ciudad (San Juan de la Rambla (Tenerife)) · Upload image |
| | Por decreto es Sitio Etnológico, por número es Conjunto Histórico | San Juan de la Rambla Barranco de Ruiz con carretera TF-820 | 28°23′30″B 16°37′38″T / 28,3916°B 16,62712°T                | RI-53-0000540       | 11-12-2007           | Molino de Gofio del Risco · Upload image                                                 |

#### San Sebastián de la Gomera,(La Gomera)
| Tên                                   | Dạng                                           | Địa điểm                                                                              | Tọa độ                                          | Số hồ sơ tham khảo? | Ngày nhận danh hiệu? | Hình ảnh                                |
| ------------------------------------- | ---------------------------------------------- | ------------------------------------------------------------------------------------- | ----------------------------------------------- | ------------------- | -------------------- | --------------------------------------- |
| Casa de la Aguada                     | Di tích                                        | San Sebastián de La Gomera Calle Real, 4                                              | 28°05′28″B 17°06′37″T / 28,091206°B 17,110408°T | RI-51-0006885       | 14-03-1986           | Casa de la Aguada · Upload image        |
| Yacimiento Arqueológico de Puntallana | Khu khảo cổ                                    | San Sebatián de La Gomera Puntallana                                                  | 28°07′43″B 17°06′23″T / 28,128727°B 17,106409°T | RI-55-0000839       | 09-10-2007           | Upload image                            |
| Yacimiento Bujero del Silo            | Khu khảo cổ Por Decreto es Zona Paleontológica | San Sebatián de La Gomera Cresta que separa los barrancos de Benchijigua y Las Toscas | 28°04′15″B 17°12′32″T / 28,07088°B 17,209017°T  | RI-55-0000818       | 01-07-2008           | Upload image                            |
| Thápl Conde (España)                  | Di tích                                        | San Sebastián de La Gomera                                                            | 28°05′26″B 17°06′42″T / 28,090665°B 17,111656°T | RI-51-0006884       | 13-12-1990           | Torre del Conde (España) · Upload image |

#### Santa Cruz de la Palma,(La Palma)
| Tên                                                     | Dạng                        | Địa điểm               | Tọa độ                                                      | Số hồ sơ tham khảo? | Ngày nhận danh hiệu? | Hình ảnh                                                               |
| ------------------------------------------------------- | --------------------------- | ---------------------- | ----------------------------------------------------------- | ------------------- | -------------------- | ---------------------------------------------------------------------- |
| Casco antiguo de la ciudad de de Santa Cruz de la Palma | Khu phức hợp lịch sử        | Santa Cruz de la Palma | 28°41′00″B 17°45′54″T / 28,683321°B 17,764948°T             | RI-53-0000187       | 10-04-1975           | Casco antiguo de la ciudad de de Santa Cruz de la Palma · Upload image |
| Lâu đài Santa Catalina                                  | Di tích Kiến trúc phòng thủ | Santa Cruz de la Palma | 28°41′12″B 17°45′38″T / 28,686674°B 17,760515°T             | RI-51-0001239       | 22-06-1951           | Castillo de Santa Catalina · Upload image                              |
| Museo de Bellas Artes (Santa Cruz de la Palma)          | Di tích                     | Santa Cruz de la Palma | 28°41′14″B 17°45′44″T / 28,6872598°B 17,7622319°T           | RI-51-0001341       | 01-03-1962           | Museo de Bellas Artes (Santa Cruz de la Palma) · Upload image          |
| Teatro Chico (Santa Cruz de La Palma)                   | Di tích                     | Santa Cruz de la Palma | 28°41′03″B 17°45′52″T / 28,6842182°B 17,7643641°T           | RI-51-0008690       | 21-01-1997           | Teatro Chico · Upload image                                            |
| Teatro Circo de Marte                                   | Di tích                     | Santa Cruz de la Palma | 28°40′58″B 17°45′56″T / 28,682896445675°B 17,765663122917°T | RI-51-0008689       | 20-03-1997           | Teatro Circo de Marte · Upload image                                   |
| Templo de San Francisco (Santa Cruz de la Palma)        | Di tích                     | Santa Cruz de la Palma | 28°41′13″B 17°45′43″T / 28,68703°B 17,7618242°T             | RI-51-0004240       | 10-12-1976           | Templo de San Francisco (Santa Cruz de la Palma) · Upload image        |

#### Santa Cruz de Tenerife,(Tenerife)
| Tên                                                                                | Dạng                 | Địa điểm | Tọa độ                                                      | Số hồ sơ tham khảo? | Ngày nhận danh hiệu? | Hình ảnh |
| ---------------------------------------------------------------------------------- | -------------------- | --- | ----------------------------------------------------------- | ------------------- | -------------------- | --- |
| La Financiera (Santa Cruz de Tenerife)                                             | Di tích              | Santa Cruz de Tenerife                                                                                      | 28°27′28″B 16°15′36″T / 28,457901°B 16,259902°T             | RI-51-0010987       | 16-09-2008           | La Financiera (Santa Cruz de Tenerife) · Upload image |
| Tòa nhà antiguo Colegio de la Asunción]]                                           | Di tích              | Santa Cruz de Tenerife                                                                                      | 28°27′53″B 16°15′42″T / 28,464720569353°B 16,261720955372°T | RI-51-0007048       | 14-03-1986           | Antiguo Colegio de la Asunción · Upload image |
| Museo de la Naturaleza y el Hombre                                                 | Di tích              | Santa Cruz de Tenerife                                                                                      | 28°27′50″B 16°14′58″T / 28,463800961425°B 16,249449849129°T | RI-51-0004989       | 27-05-2008           | Antiguo Hospital Civil (Santa Cruz de Tenerife) · Upload image |
| Biblioteca Pública del Estado en Santa Cruz de Tenerife                            | Thư viện             | Santa Cruz de Tenerife                                                                                      | 28°27′52″B 16°15′58″T / 28,464501805767°B 16,266200148743°T | RI-BI-0000026       | 25-06-1985           | Biblioteca Pública del Estado (Santa Cruz de Tenerife) · Upload image                                                                                                   |
| Casa Mascareño                                                                     | Di tích              | Santa Cruz de Tenerife                                                                                      | 28°27′59″B 16°16′11″T / 28,46625323145°B 16,269593238831°T  | RI-51-0010602       | 01-07-2008           | Casa Mascareño · Upload image |
| Ayuntamiento de Santa Cruz de Tenerife                                             | Di tích              | Santa Cruz de Tenerife                                                                                      | 28°28′11″B 16°15′17″T / 28,469837216044°B 16,254664063454°T | RI-51-0007041       | 07-02-1986           | Casas Consistoriales del Ayuntamiento · Upload image |
| Casino de Tenerife                                                                 | Di tích              | Santa Cruz de Tenerife                                                                                      | 28°28′01″B 16°14′53″T / 28,467080859739°B 16,248104721308°T | RI-51-0007420       | 16-05-2006           | Casino (Santa Cruz de Tenerife) · Upload image |
| Lâu đài Paso Alto (Santa Cruz de Tenerife)                                         | Di tích              | Santa Cruz de Tenerife                                                                                      | 28°28′51″B 16°14′28″T / 28,48076290299°B 16,241000890732°T  | RI-51-0008255       | 12-07-1993           | Castillo de Paso Alto · Upload image |
| Tháp San Andrés                                                                    | Di tích              | Santa Cruz de Tenerife                                                                                      | 28°30′17″B 16°11′27″T / 28,504831263021°B 16,190899908543°T | RI-51-0008256       | 12-07-1993           | Castillo de San Andrés (Santa Cruz de Tenerife) · Upload image |
| Lomo Gordo                                                                         | Khu khảo cổ          | Santa Cruz de Tenerife Barranco de El Pilar. Acceso desde C/ La Campana - Polígono Industrial de El Rosario | 28°25′04″B 16°18′47″T / 28,417863°B 16,313179°T             | RI-55-0000688       | 21-01-2002           | Upload image |
| Lâu đài San Joaquín                                                                | Di tích              | Santa Cruz de Tenerife                                                                                      | 28°27′58″B 16°16′54″T / 28,466009364517°B 16,281572116851°T | RI-51-0008258       | 12-07-1993           | Castillo de San Joaquín · Upload image |
| Lâu đài San Juan (Santa Cruz de Tenerife)                                          | Di tích              | Santa Cruz de Tenerife                                                                                      | 28°27′19″B 16°15′09″T / 28,455363774737°B 16,252378821373°T | RI-51-0008257       | 12-07-1993           | Castillo de San Juan (Santa Cruz de Tenerife) · Upload image |
| Cementerio de San Rafael y San Roque                                               | Di tích              | Santa Cruz de Tenerife                                                                                      | 28°27′44″B 16°15′15″T / 28,462258435946°B 16,254202547915°T | RI-51-0007044       | 27-10-2004           | Cementerio de San Rafael y San Roque · Upload image |
| Antiguo Mercado                                                                    | Di tích              | Santa Cruz de Tenerife                                                                                      | 28°27′56″B 16°15′03″T / 28,465536419944°B 16,250713169575°T | RI-51-0004828-00001 | 09-12-2008           | Delimitación del Antiguo Mercado · Upload image |
| Teatro Guimerá                                                                     | Di tích              | Santa Cruz de Tenerife                                                                                      | 28°27′57″B 16°15′02″T / 28,465772213739°B 16,250683665276°T | RI-51-0004828       | 16-03-1983           | Teatro Guimerá y Antiguo Mercado · Upload image |
| Tòa nhà Circulo de Amistad XII de Enero                                            | Di tích              | Santa Cruz de Tenerife                                                                                      | 28°28′07″B 16°14′59″T / 28,468657108225°B 16,249849498272°T | RI-51-0008723       | 20-12-1985           | Edificio Circulo de Amistad XII de Enero · Upload image |
| Nhà hoang San Telmo (Santa Cruz de Tenerife)                                       | Di tích              | Santa Cruz de Tenerife                                                                                      | 28°27′45″B 16°14′56″T / 28,462624323202°B 16,248857080936°T | RI-51-0007043       | 14-03-1986           | Ermita de San Telmo (Santa Cruz de Tenerife) · Upload image |
| Escuela de Artes Aplicadas y Oficios Artísticos (Escuela Superior de Bellas Artes) | Di tích              | Santa Cruz de Tenerife                                                                                      | 28°28′11″B 16°15′11″T / 28,46959907347°B 16,253060102463°T  | RI-51-0007042       | 07-02-1986           | Escuela de Artes Aplicadas y Oficios Artísticos (Escuela Superior de Bellas Artes) · Upload image                                                                       |
| Nhà thờ San Francisco de Asís (Santa Cruz de Tenerife)                             | Di tích              | Santa Cruz de Tenerife                                                                                      | 28°28′05″B 16°14′57″T / 28,467943849856°B 16,249262094498°T | RI-51-0008731       | 07-02-1986           | Iglesia Parroquial de San Francisco · Upload image |
| Zona Arqueológica La Gallega                                                       | Khu khảo cổ          | Santa Cruz de Tenerife C/ La Gallega esq. C/ Mandrágora (La Gallega (Santa Cruz de Tenerife))               | 28°25′48″B 16°19′04″T / 28,429997°B 16,317639°T             | RI-55-0000690       | 21-10-2008           | Upload image |
| Iglesia Matriz de la Concepción (Santa Cruz de Tenerife)                           | Di tích              | Santa Cruz de Tenerife                                                                                      | 28°27′52″B 16°14′57″T / 28,464485952193°B 16,249197721481°T | RI-51-0004924-00001 | 23-12-2008           | Iglesia de Nuestra Señora de la Concepción, · Upload image |
| Museo Municipal de Bellas Artes de Santa Cruz de Tenerife                          | Di tích              | Santa Cruz de Tenerife                                                                                      | 28°28′06″B 16°15′00″T / 28,468259806223°B 16,249872297049°T | RI-51-0001343       | 01-03-1962           | Museo Municipal (Santa Cruz de Tenerife) · Upload image |
| Parlamento de Canarias                                                             | Di tích              | Santa Cruz de Tenerife                                                                                      | 28°28′03″B 16°15′07″T / 28,467447513505°B 16,251879930496°T | RI-51-0011237       | 09-12-2008           | Parlamento de Canarias · Upload image |
| Molino de Cuevas Blancas                                                           | Địa điểm lịch sử     | Santa Cruz de Tenerife C/ El Molino                                                                         | 28°25′35″B 16°18′50″T / 28,42642952°B 16,3137597°T          | RI-54-0000190       | 18-12-2007           | Molino de Cuevas Blancas · Upload image |
| Molino de Barranco Grande                                                          | Địa điểm lịch sử     | Santa Cruz de Tenerife Carretera del Sur de Tenerife con Carretera del Sobradillo.                          | 28°26′17″B 16°18′21″T / 28,438056°B 16,305833°T             | RI-54-0000191       | 18-12-2007           | Molino de Barranco Grande · Upload image |
| Molino de Llano del Moro                                                           | Địa điểm lịch sử     | Santa Cruz de Tenerife Calle Salto del Pino                                                                 | 28°26′30″B 16°19′59″T / 28,441667°B 16,333056°T             | RI-51-0010632       | 17-05-2005           | Molino de Llano del Moro · Upload image |
| Muelles carboneros (Santa Cruz de Tenerife)                                        | Địa điểm lịch sử     | Santa Cruz de Tenerife Valleseco (Santa Cruz de Tenerife)                                                   | 28°29′10″B 16°14′10″T / 28,48607455405°B 16,236096557375°T  | RI-54-0000079       | 22-11-2012           | Muelles carboneros (Santa Cruz de Tenerife) · Upload image |
| Templo Masónico de Santa Cruz de Tenerife                                          | Di tích              | Santa Cruz de Tenerife                                                                                      | 28°28′08″B 16°15′10″T / 28,468753°B 16,252832°T             | RI-51-0010945       | 06-11-2007           | Templo Masónico (Santa Cruz de Tenerife) · Upload image |
| Nhà hoang Santa Catalina Mártir de Alejandría (Taganana)                           | Di tích              | Santa Cruz de Tenerife Taganana                                                                             | 28°33′41″B 16°13′01″T / 28,561285078913°B 16,216823748685°T | RI-51-0011098       | 29-04-2008           | Ermita de Santa Catalina (Tenerife) · Upload image |
| El Antiguo Santa Cruz                                                              | Khu phức hợp lịch sử | Santa Cruz de Tenerife                                                                                      | 28°27′54″B 16°14′59″T / 28,465131757899°B 16,24976734672°T  | RI-53-0000607       | 31-07-2007           | Antiguo Santa Cruz · Upload image |
| Los Hoteles (Santa Cruz de Tenerife) Ex Conjunto Histórico Artístico Ciudad Jardín | Khu phức hợp lịch sử | Santa Cruz de Tenerife                                                                                      | 28°28′17″B 16°15′21″T / 28,471424765323°B 16,255823824786°T | RI-53-0000394       | 02-04-2007           | Barrio de los Hoteles- Pino de Oro, según Resolución del Consejero Insular del Área de Cultura de 16.02.06 Ex Conjunto Histórico Artístico Ciudad Jardín · Upload image |

#### Santa Úrsula,(Tenerife)
| Tên                                 | Dạng    | Địa điểm                                                 | Tọa độ                                                      | Số hồ sơ tham khảo? | Ngày nhận danh hiệu? | Hình ảnh                                                 |
| ----------------------------------- | ------- | -------------------------------------------------------- | ----------------------------------------------------------- | ------------------- | -------------------- | -------------------------------------------------------- |
| Casa de la Portuguesa               | Di tích | Santa Úrsula                                             | 28°25′16″B 16°29′58″T / 28,421207278247°B 16,499544382095°T | RI-51-0011326       | 24-05-2007           | Casa de la Portuguesa (Santa Úrsula) · Upload image      |
| Nhà thờ Santa Úrsula (Santa Úrsula) | Di tích | Santa Úrsula                                             | 28°25′33″B 16°29′31″T / 28,425787039796°B 16,491898745298°T | RI-51-0011607       | 15-11-2004           | Iglesia de Santa Úrsula y su delimitación · Upload image |
| Hang Bencomo                        | Di tích | Santa Úrsula Barranco del Pino, sobre la carretera TF-21 | 28°24′26″B 16°30′22″T / 28,407284246787°B 16,506169901289°T | RI-51-0008739       | 14-03-1986           | Cueva de Bencomo · Upload image                          |
| Casa del Capitán (Santa Úrsula)     | Di tích | Santa Úrsula Calle Capitán, 16. La Vera                  | 28°25′43″B 16°29′03″T / 28,428696668218°B 16,484057304061°T | RI-51-0011165       | 02-10-2007           | Casa del Capitán (Santa Úrsula) · Upload image           |

### T

#### Tacoronte,(Tenerife)
| Tên                                                        | Dạng                 | Địa điểm                                         | Tọa độ                                                      | Số hồ sơ tham khảo? | Ngày nhận danh hiệu? | Hình ảnh |
| ---------------------------------------------------------- | -------------------- | ------------------------------------------------ | ----------------------------------------------------------- | ------------------- | -------------------- | --- |
| Iglesia de Santa Catalina Mártir de Alejandría (Tacoronte) | Di tích              | Tacoronte Plaza de Santa Catalina                | 28°28′58″B 16°25′05″T / 28,48275°B 16,417981°T              | RI-51-0008744       | 15-11-2004           | Iglesia de santa Catalina de Alejandría (Taroconte) · Upload image                                                                                               |
| Acantilados de Tacoronte y Barranco de Guayonge            | Khu khảo cổ          | Tacoronte De Mesa del Mar al Barranco de Martiño | 28°29′32″B 16°25′30″T / 28,4921499°B 16,4249967°T           | RI-55-0000706       | 08-05-2007           | Upload image |
| Yacimiento Arqueológico Juan Fenández - La Fuentecilla     | Khu khảo cổ          | Tacoronte Juan Fernández                         | 28°31′06″B 16°25′06″T / 28,518240124629°B 16,418353735657°T | RI-55-0000689       | 03-06-2008           | Upload image |
| Tacoronte                                                  | Khu phức hợp lịch sử | Tacoronte                                        | 28°28′50″B 16°24′50″T / 28,4805316°B 16,4137605°T           | RI-53-0000238       | 12-12-1980           | Conjunto Histórico Artístico la Ciudad (Delimitación de Entorno de Protección del Conjunto Histórico-artístico la Ciudad de Tacoronte 12-12-1980) · Upload image |

#### Tegueste,(Tenerife)
| Tên                                            | Dạng                 | Địa điểm          | Tọa độ                                                    | Số hồ sơ tham khảo? | Ngày nhận danh hiệu? | Hình ảnh     |
| ---------------------------------------------- | -------------------- | ----------------- | --------------------------------------------------------- | ------------------- | -------------------- | ------------ |
| Zona Arqueológica del Barranco de Agua de Dios | Khu khảo cổ          | Tegueste          | 28°31′48″B 16°21′07″T / 28,530056°B 16,3519565°T          | RI-55-0000838       | 14-11-2006           | Upload image |
| La Librea de Tegueste                          | Địa điểm lịch sử     | Tegueste Tenerife |                                                           | RI-54-0000170       | 05-06-2007           | Upload image |
| Tegueste                                       | Khu phức hợp lịch sử | Tegueste          | 28°31′22″B 16°20′06″T / 28,52290123304°B 16,33495133172°T | no consta           | 24-10-1986           | Upload image |

#### Tijarafe,(La Palma)
| Tên                                                | Dạng             | Địa điểm                        | Tọa độ                                                      | Số hồ sơ tham khảo? | Ngày nhận danh hiệu? | Hình ảnh                                               |
| -------------------------------------------------- | ---------------- | ------------------------------- | ----------------------------------------------------------- | ------------------- | -------------------- | ------------------------------------------------------ |
| Nhà hoang El Buen Jesús (Tijarafe)                 | Di tích          | Tijarafe El Jesús               | 28°42′09″B 17°57′13″T / 28,702425318699°B 17,953720566754°T | RI-51-0009004       | 21-01-1997           | Ermita de El Buen Jesús (Tijarafe) · Upload image      |
| Danza del Diablo                                   | Địa điểm lịch sử | Tijarafe                        |                                                             | RI-54-0000215       | 15-05-2007           | Upload image                                           |
| Nhà thờ Nuestra Señora de la Candelaria (Tijarafe) | Di tích          | Tijarafe Plaza de la Candelaria | 28°42′40″B 17°57′19″T / 28,711145914269°B 17,955149785204°T | RI-51-0008674       | 30-04-1996           | Iglesia de Nuestra Señora de Candelaria · Upload image |

### V

#### Vallehermoso(La Gomera)
| Tên                                          | Dạng        | Địa điểm             | Tọa độ                                         | Số hồ sơ tham khảo? | Ngày nhận danh hiệu? | Hình ảnh                                   |
| -------------------------------------------- | ----------- | -------------------- | ---------------------------------------------- | ------------------- | -------------------- | ------------------------------------------ |
| Fortaleza de Chipude, (Fortaleza de Chipude) | Khu khảo cổ | Vallehermoso Chipude | 28°06′01″B 17°16′37″T / 28,100282°B 17,27683°T | RI-55-0000842       | 27-02-2007           | La Fortaleza (Vallehermoso) · Upload image |

#### Valverde (El Hierro)(El Hierro)
| Tên                                                | Dạng        | Địa điểm                 | Tọa độ                                                      | Số hồ sơ tham khảo? | Ngày nhận danh hiệu? | Hình ảnh                                                             |
| -------------------------------------------------- | ----------- | ------------------------ | ----------------------------------------------------------- | ------------------- | -------------------- | -------------------------------------------------------------------- |
| Nhà thờ Nuestra Señora de la Concepción (Valverde) | Di tích     | Valverde                 | 27°48′27″B 17°54′52″T / 27,807542616525°B 17,914367327891°T | RI-51-0010463       | 12-05-2004           | Iglesia de Nuestra Señora de la Concepción (Valverde) · Upload image |
| Mirador de La Peña                                 | Di tích     | Valverde Carretera HI-10 | 27°48′25″B 17°58′51″T / 27,8069846°B 17,9809222°T           | RI-51-0009256       | 19-03-2001           | Mirador de la Peña · Upload image                                    |
| Zona Arqueológica la Candia                        | Khu khảo cổ | Valverde                 |                                                             | RI-55-0000409       | 24-10-2000           | Upload image                                                         |

#### Vilaflor,(Tenerife)
| Tên                                  | Dạng    | Địa điểm                    | Tọa độ                                          | Số hồ sơ tham khảo? | Ngày nhận danh hiệu? | Hình ảnh                                               |
| ------------------------------------ | ------- | --------------------------- | ----------------------------------------------- | ------------------- | -------------------- | ------------------------------------------------------ |
| Nhà thờ San Pedro Apóstol (Vilaflor) | Di tích | Vilaflor Plaza de San Pedro | 28°09′35″B 16°38′13″T / 28,159851°B 16,636972°T | RI-51-0008718       | 20-12-1985           | Iglesia de San Pedro Apóstol (Vilaflor) · Upload image |

#### Villa de Mazo,(La Palma)
| Tên          | Dạng    | Địa điểm                            | Tọa độ                                            | Số hồ sơ tham khảo? | Ngày nhận danh hiệu? | Hình ảnh                        |
| ------------ | ------- | ----------------------------------- | ------------------------------------------------- | ------------------- | -------------------- | ------------------------------- |
| Hang Belmaco | Di tích | Villa de Mazo Carretera LP-2, Km. 7 | 28°34′41″B 17°46′37″T / 28,5779973°B 17,7770658°T | RI-51-0008740       | 14-03-1986           | Cueva de Belmaco · Upload image |